# Firefox Focus
Firefox Focus é um navegador focado na privacidade desenvolvido pela Mozilla, disponível para smartphones e tablets Android e iOS. Foi lançado em dezembro de 2015. Inicialmente, o Firefox Focus era como um utilitário que removia anúncios e rastreadores do Safari.

## Recursos
- Bloqueador de rastreamentos
- Bloqueador de anúncios integrado
- Bloqueador de popups
- Não armazena dados críticos, como senha ou número de cartão de crédito